# Moleta

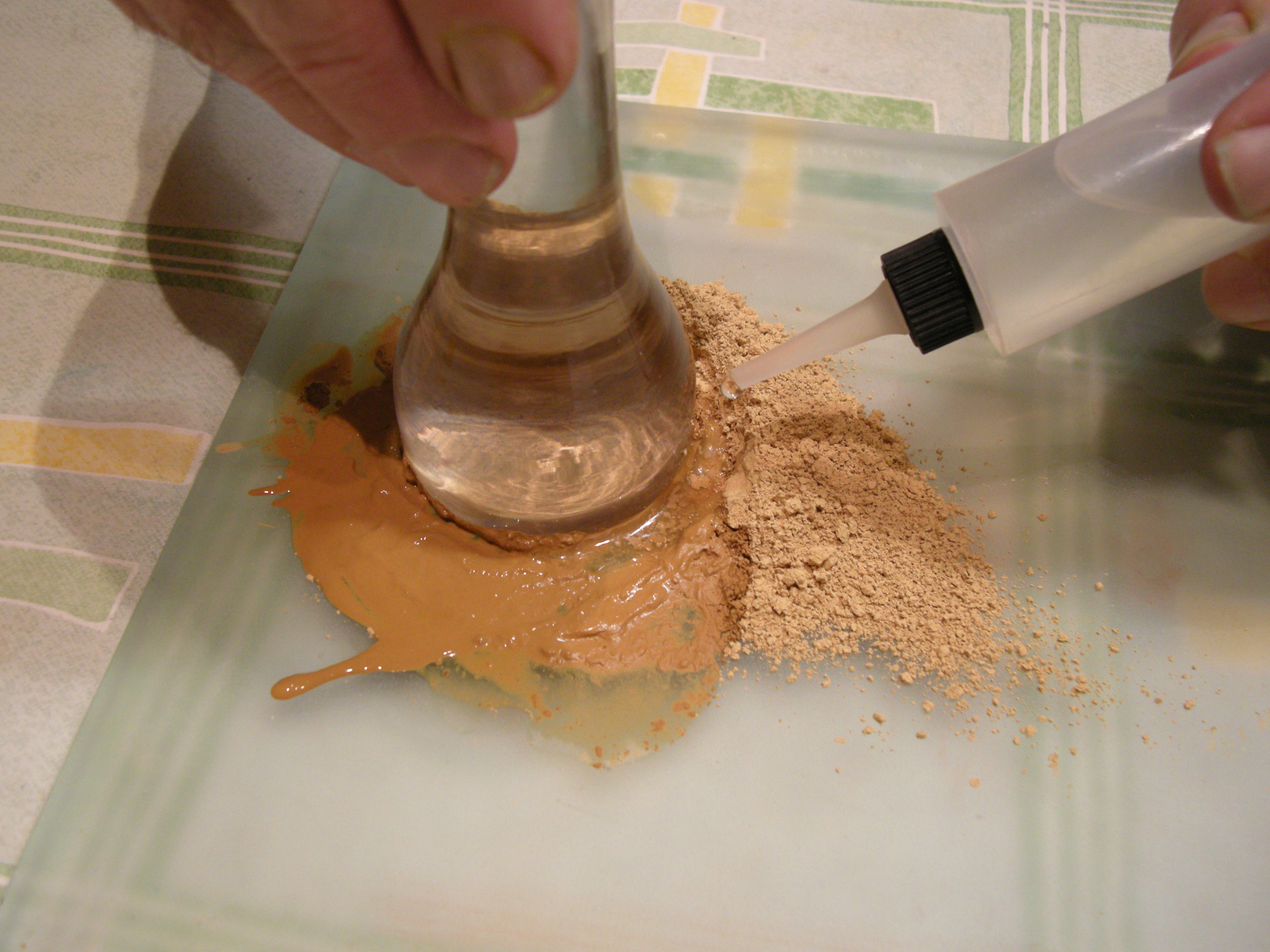
Artista utilizando moleta de cristal

Se llama moleta a un útil pequeño de cristal, porcelana o mármol que sirve para moler colores bien sobre cristal sin pulimento, bien sobre un platillo de porcelana o sobre un tablero de mármol. 
La moleta ofrece por lo general forma de tronco de cono cuya parte superior es ligeramente convexa a fin de que pueda apoyarse la palma de la mano. Hay moletas de todos los tamaños. Las de gran dimensión que sirven para moler colores al óleo se manejan con ambas manos. Las más pequeñas se usan por el contrario en los colores del esmalte y de la loza. A veces, están enmangadas y sirven para moler en platillos de mármol o de ágata. 
Se da también el nombre de moleta a una ruedecita de acero que sirve para grabar unos cilindros que se usan para la impresión de telas pintadas y para tallar los cuerpos duros. 